# Kingsman: Тајна служба
Kingsman: Тајна служба (енгл. Kingsman: The Secret Service) је акционо-шпијунско-хумористички филм из 2014. године редитеља Метјуа Вона из сценарија Џејн Голдман и Вона. Представља први део филмске серије Kingsman, засноване на стрипу Тајна служба Марка Милара и Дејва Гибонса.
Филм прати регрутовање и обуку Гарија „Егсија” Анвина (Тарон Еџертон) у тајну шпијунску организацију. И на бруталан и комичан начин, Егси се придружује мисији борбе против глобалне претње од Ричмонда Валентајна (Самјуел Лирој Џексон), богатог мегаломана који жели да се избори са климатским променама. Споредне улоге играју Колин Ферт, Марк Стронг и Мајкл Кејн.
Филм : Тајна служба премијерно је приказан 13. децембра 2014. на фестивалу Butt-Numb-A-Thon и биоскопски је издат 29. јануара 2015. у Уједињеном Краљевству и 13. фебруара 2015. године у Сједињеним Државама, дистрибутера -а. Филм је издат 12. фебруара 2015. године у Србији, дистрибутера -а. Филм је добио генерално позитивне критике критичара, који су високо похвалили стилизоване акционе секвенце, глумачке наступе, негативца, музику и његов мрачни хумор, мада су неке насилне и сексуалне сцене критиковане као прекомерне. Филм је зарадио преко 414 милиона америчких долара широм света, постајући Вонов комерцијално најуспешнији филм до сада. Године 2015, освојио је награду Емпајер за најбољи британски филм.
Наставак, насловљен : Златни круг, издат је у септембру 2017. године, са глумачком екипом и Воном који понављају своје улоге. Преднаставак, King's Man: Почетак, изашао је 22. децембра 2021. године.

## Радња
Током мисије на средњем истоку 1997. године, пробни тајни агент Ли Анвин жртвује се да заштити свог претпостављеног Харија Харта од експлозије. Харт, окривљујући себе за Лијеву смрт, враћа се у Лондон како би Лиовој удовици Мишел и њеном младом сину Гарију „Егсију” дао медаљу на којој је угравиран број за хитну помоћ.
Седамнаест година касније, Егси је стереотипни чав, напустио је тренинг за Краљевске маринце упркос својој интелигенцији и таленту за гимнастику и паркур. Након што је ухапшен због крађе аутомобила, Егси зове број. Харт договара његово пуштање и објашњава да је члан Kingsman-а, приватне обавештајне службе коју је основала британска елита која је изгубила наследнике у Првом светском рату и свој новац ставила у заштиту света; организација је добила име по кројачкој радњи која их је обукла у Савил Роуу, а коју сада користе као предњи део својих база. Харт, кодног имена „Галахад”, објашњава да постоји расположива позиција, јер је атентаторка Газела убила агента „Ланселота” док је покушавао да спаси универзитетског професора Џејмса Арнолда од отмичара. Егси постаје Хартов кандидат.
Kingsman-ов службеник техничке подршке „Мерлин” открива да професор Арнолд ради као да се ништа није догодило. Харт покушава да га испита, али микрочип у врату професора Арнолда експлодира и убија га. Сигнал детонације прати се до објекта у власништву Газелиног послодавца Ричмонда Валентајна, интернетског милијардера и филантропа који је свима на свету понудио -картице које омогућавају бесплатну мобилну и интернетску везу. Харт, представљајући се као милијардер-филантроп, сусреће се са Валентајном лицем у лице.
Остали кандидати се елиминишу кроз опасне тестове тренинга које је водио Мерлин, све док нису остали само Егси и Рокси, кандидаткиња са којом се Егси спријатељио. Егси одбија да заврши завршни тест—да пуца у штене мопса које је одгајио током тренажног процеса, а Рокси је именована за новог „Ланселота”. Харт сазнаје за Валентајнову везу са црквом опскурне мрзилачке групе у Кентакију и путује тамо носећи наочаре у којима се налази видео-примопредајник. Док Егси гледа, Валентајн активира SIM-картице у цркви, покрећући сигнал који доводи до тога да парохијани, заједно са Хартом, постану убитачно насилни. Хартова шпијунска обука оставља га за јединог преживелог. Испред цркве Валентајн објашњава шта се догодило пре него што је Харта упуцао у лице, очигледно га убивши.
Егси се враћа у седиште Kingsman-а и примећује да Честер „Артур” Кинг, вођа Kingsman-а, има ожиљак на врату баш као и професор Арнолд. Кинг открива да Валентајн планира да пренесе свој „неуролошки талас” широм света путем сателитске мреже, верујући да ће резултирајуће „одбацивање” већине људске расе спречити њено изумирање глобалним загревањем. Неће утицати само они које је Валентајн изабрао. Кинг покушава да убије Егсија отрованим пићем, али Егси замењује чашу са Кинговом, који се трује.
Егси, Мерлин и Рокси кренули су да зауставе Валентајна. Рокси користи балоне на високој надморској висини да уништи један од Валентајнових сателита и разбије мрежу, али Валентајн обезбеђује замену. Мерлин са Егсијем лети до Валентајнове базе, где се маскира као Кинг. Егсија открива неуспели Kingsman-ов регрут, Чарли Хескет, што доводи до тога да су Еггси и Мерлин стерани у ћошак. На Егсијев предлог, Мерлин активира сигурносни систем уграђених чипова, убијајући готово све чипом. Валентајн активира сигнал, покрећући светски пандемонијум. Егси убија Газелу и користи једну од наоштрених протетских ногу да набије Валентајна на колац и убије га, заустављајући сигнал и завршавајући претњу. После тога дели сексуални сусрет са Тилдом, престолонаследницом Шведске, коју је отео Валентине.
У сцени током средине заслуга, Егси, сада нови „Галахад”, нуди мајци и полусестри нови дом даље од свог насилног очуха, који је онесвешћен на исти начин као што је Хари раније нокаутирао гангстера.

## Улоге
| Глумац               | Улога                            |
| -------------------- | -------------------------------- |
| Колин Ферт           | Хари Харт / Галахад              |
| Самјуел Лирој Џексон | Ричмонд Валентајн                |
| Мајкл Кејн           | Честер „Артур” Кинг              |
| Марк Стронг          | Мерлин                           |
| Тарон Еџертон        | Гари „Егси” Анвин / Галахад      |
| Софи Куксон          | Роксен „Рокси” Мортон / Ланселот |
| Софија Бутела        | Газела                           |
| Саманта Вомак        | Мишел Анвин                      |
| Џеф Бел              | Дин Бејкер                       |
| Едвард Холфорт       | Чарлс „Чарли” Хескет             |
| Марк Хамил           | професор Џејмс Арнолд            |
| Џек Девенпорт        | Спенсер Џејмс / Ланселот         |

## Продукција

### Развој
Пројекат је настао када су Марк Милар и Метју Вон били у бару и расправљали о шпијунским филмовима, жалећи да је тај жанр постао превише озбиљан током година и одлучивши да га направе „забавним.” Да би имао времена за снимање филма, Вон је морао да одустане од режије филма Икс-мен: Дани будуће прошлости, коју је назвао „заиста тешком одлуком”. Образложио је да би се, ако то не учини, „неко други ... [би се] пробудио и снимио забаван шпијунски филм. Тада бих написао крвави сценарио који нико не би желео да сними.”

### Кастинг
Колин Ферт придружио се 29. априла 2013. године водећој глумачкој екипи. Првобитно је објављено 2013. године да је Леондардо Дикаприо био у преговорима да глуми негативца, мада је и сам Вон негирао да је о њему икада размишљало, наводећи да се приближио игрању улогу „какав јесам да постанем папа”. Уместо тога, улога негативца припала је Самјуелу Лироју Џексону. Џексон је улогу делимично преузео због сна да буде у филму о Џејмсу Бонду. Пошто је осетио да се ово вероватно неће остварити, он је преузео улогу, рекавши „Осећао сам се као да је ово прилика да глумим заиста сјајног негативца из Бонда.” Џексонов лик има запажену шуштавост која је делимично инспирисана муцањем које је имао током детињства. У септембру 2013. године, Вон је унајмио Софи Куксон за главну женску улогу, преферирајући придошлицу над очигледнијим кандидатима попут Еме Вотсон и Беле Хиткот. Марк Хамил је добио улогу професора Џејмса Арнолда, а референца на његовог лика у изворном стрипу била је „Марк Хамил”.

### Снимање
Снимање је започето 6. октобра 2013. године у Дипкату, према буџету за који се наводи да је једна трећина буџета од 200 милиона америчких долара филма Скајфол. Имање Алекандра Руд у Камдену коришћено је за Егсијево матично подручје, а неке сцене су снимане на Империјском колеџу у Лондону. Паб The Black Prince Кенингтону, коришћен је за разне сцене туча и јурњаву аутомобилима. Савил Рув у Мејферу је такође била запослена као место и спољашњост кројача Huntsman-а на броју 12, који је обезбеђивао одећу, и James Lock & Co. у Сент Џејмсу, који су обезбеђивали шешире. Иако су објављене гласине о неколико делова познатих личности, укључујући Адел, Елтона Џона, Лејди Гагу и Дејвида Бекама, ниједна од ових гласина се није показала тачном.

### Музика
У мају 2014. године, најављено је да ће Хари Џекман и Метју Марџен компоновати музику за филм, док је у јулу најављено да ће Гари Барлоу написати музику за филм. Додатно, песма „Get Ready for It” са студијског албума III музичке групе Take That, свирала се током завршних заслуга.

## Издање
Премијера филма одржана је 14. јануара 2015. године у Лондону, са присуством редитеља Вона и глумцима Ферта, Еџертона и Стронга, и групом Take That која је наступала са тематском песмом филма. Регионална премијера одржана је у Глазгову истовремено као и догађај у Лондону, и прено уживо је стримован са премијере у Глазгову. Марк Милар такође је био домаћин добротворне пројекције филма уочи издања у Глазгову како би прикупио новац за своју стару школу, Сент Бартоломеј. Филм је издат 29. јануара 2015. године у Уједињеном Краљевству. 20th Century Fox планирао је да изда филм 14. новембра 2014. у Сједињеним Државама, али је оно одложено до 6. марта 2015. године. Касније је померен за 24. октобар 2014, пре него што је поново померен за 13. фебруар 2015. године. Филм је издат у Латинској Америци и Индонезији, са уклоњеним сценама смештеним у цркви. Сцена, коју су редитељ и филмски критичари сматрали виталном, изрезана је готово у потпуности, остављајући само поставке и непосредне последице.

### Маркетинг
Меки повез за сакупљање стриповске мини-серије издат је 14. јануара 2015. године. Вон се удружио са луксузним продавцем господином Портером како би створио линију одеће од 60 комада засновану на филму. Господин Портер је са дизајнерком костима филма Аријаном Филипс радио на дизајнирању одевних предмета, док су све, од кравата и кошуља до наочара, кишобрана, ципела и сатова, дизајнирали наслеђени брендови као што су Cutler and Gross, Џорџ Кливери, макинтош и Bremont. Сарадња је прва такве врсте, чинећи филм Kingsman: Тајна служба чини првим филмом из којег купци могу купити сву одећу коју виде. Филм такође укључује значајан пласман производа за Adidas Originals.

### Кућни медији
Филм је издат 15. маја 2015. године на digital HD-ју и 23. јуна на Blu-ray-у и DVD-ју. Филм је издат 1. марта 2016. године на 4K UHD Blu-ray-у.

## Пријем

### Благајна
Филм : Тајна служба зарадио је 414,4 милиона америчких долара широм света; 24,2 милиона америчких долара су генерисани са тржишта УК и 128,3 милиона америчких долара са тржишта Северне Америке.
Kingsman је објављен 30. јануара 2015. године у Шведској, УК, Ирској и Малти. Филм је прве недеље отварања зарадио 6,5 милиона америчких долара у УК и дебитовао је на другом месту (иза филма Град хероја). Следеће недеље је отворен у две додатне земље: Аустралији и Новом Зеланду. Дебитовао је на врху благајни у обе земље и имао је успешно отварање у Аустралији са 3,6 милиона америчких долара. Током свог трећег викенда, зарадио је 23 милиона америчких долара из 4.844 биоскопа у 39 земаља. Нашао се на врху благајни у три земље: Сингапуру, Хонгконгу и Тајланду, у осталима је доминирао филм Педесет нијанси — сива. Током свог четвртог викенда, проширио се на укупно 54 земље и од тога зарадио 33,4 милиона америчких долара из 5.940 биоскопа. Највећи отворник ван Северне Америке био је у Кини, где је зарадио 27,9 милиона америчких долара. Друга велика отварања догодила су се у Јужној Кореји (5,3 милиона америчких долара), Русији и ЗНД (3,6 милиона америчких долара), Тајвану (3,4 милиона америчких долара) и Француској (3,3 милиона америчких долара).
У Сједињеним Државама и Канади, филм је отворен 13. фебруара и предвиђало се да ће дебитовати са око 28 милиона америчких долара. Филм је отворен у 3.204 биоскопа и зарадио је 10,4 милиона америчких долара првог дана, 15,4 милиона америчких долара другог дана и 10,4 милиона америчких долара трећег дана, док је током викенда зарадио 36,2 милиона америчких долара (просек од 11.300 америчких долара по биоскопу), завршивши други на благајнама иза филма Педесет нијанси — сива. Током четвородневног викенда Дана председника, филм је зарадио 41,8 милиона америчких долара.

### Критични одговор
Веб-сајт за прикупљање рецензија Rotten Tomatoes даје филму оцену од 75% на основу 260 критичких критика, са просечном оценом 6,80/10. Консензус гласи: „Модеран, субверзиван и надасве забаван, Kingsman: Тајна служба проналази режисера Метјуа Вона који шпијунски жанр шаље с радосним напуштањем”. На Metacritic-у, филм има пондерисану просечну оцену 60 од 100, засновану на 50 критичара, што указује на „мешовите или просечне критике”. Movie Review Query Engine (MRQE) оцењује филм на 63 од 100, на основу 108 критика критичара. Према CinemaScore, публика је оценила филм оценом „B+” на скали од A+ до F.
Питер Траверс из Rolling Stone-а рекао је за филм, „Овај акциони филм о британским тајним агентима се делирично тресе, не меша ... Чак и када престане да има смисла, Kingsman је незаустављива забава”. Џордан Хофман, пишући за The Guardian, рекао је за филм, „Дух 007-е је сав у овом филму, али Вонов  сценарио ... има дозволу за забаву. ... нико умешан у продукцију не може веровати да извлачи се тако што је направио такво срање Бонда.” Упоређујући филм са филмовима Кристофера Нолана, Хофман је рекао, „Упркос присуству деде Мајкла Кејна, Kingsman-ов тон је отприлике толико далеко од суперхеројског филма у стилу Кристофера Нолана. Вероватност се често тргује због богатог смеха”. Петер Бредшо, пишући за The Guardian, назвао је филм „шпијунирајућом шпијунажом, чудно шармантном и датираном на ненамерне начине”, коментаришући да је „то филм који заувек захтева честитке колико је 'модеран'”.
Неки рецензенти критиковали су филмско приказивање насиља, које се сматрало превише сликовитим за комедију. Ентони Лејн из The New Yorker-а изјавио је, „Мало је новијих филмова који су стигли чак до филма 'Kingsman', а безбројни гледаоци ће уживати у дрској жарији његовог проналаска.” Међутим, Лејн је био критичан према употреби стереотипа у филму. Манола Даргис из The New York Times-а уживала је у филму, али је критиковала Вонову употребу насиља као кинематографског алата, назвавши га „прекомерном наративом”. Џејсон Ворд из The Guardian-а написао је да „[…] врло много ствари о Kingsman-у постоји како би се прикрила чињеница да је солидно конзервативан”. Његови примери укључују „[опис] Валентајновог плана као повратак у мање озбиљну еру шпијунских филмова [који] је откривен као финта, са скривеним мотивом подривања еколога”. Исто тако, Вишневетски из The A.V. Club-а коментарисао је да, „Kingsman је заправо далеко реакционарнији од филмова на које се реферира, а претвара се у врсте торијевских вредности које Бонд само наговештава [...] ствар је у томе што је филм забаван, барем са становишта визуелног дизајна, иако је тешко одвојити његове прилагођене моде, будуће старинске справе и аристократски декор од његовог узбуђеног погледа на свет. Петер Собцзински из RogerEbert.com, који је филму дао две од четири звезде, упоредио је Вонов сценарио са шпијунским филмским еквивалентом Врисак, а такође је критиковао прекомерну употребу графичког насиља, упркос његовом цртаном приказивању.
Филмски аутори су се такође суочили са извесним критикама због аналног сексуалног гега на крају филма.

## Видео Доналда Трампа из 2019.
У октобру 2019. године, уређена верзија сцене црквене борбе из филма приказана је на конференцији неких присталица председника Доналда Трампа. У видеу се појавио лик Колина Ферта, чије је лице замењено Трамповим, насилно убијајући људе који су на сличан начин замењени лицима и логотипима људи из новинских медија, критичара и супротстављених политичара. Бела кућа објавила је изјаву у којој се каже да је председник Трамп осудио видео и да га није видео.

## Наставци и преднаставак
Милар и Вон изјавили су да је наставак могућ ако филм добро прође на благајнама, а Вон је изразио интересовање за режију наставка. Вон је такође приметио да се надао да ће се Ферт вратити у наставку, а да је и Стронг био заинтересован за повратак. Потврђено је да је Тарон Еџертон уговорен за наставак. На питање како би уградили Фертов лик у наставак, Милар је рекао да се разговарало о разним идејама, укључујући давање Харију Харту злог брата или можда претварање лика у духа. Фокс је најавио да је у току наставак, али није било јасно да ли ће се Вон вратити у режију. Дана 11. јуна 2015. године, потврђено је да је Вон започео писање наставка, и да ће се можда вратити да га режира. Снимање је требало да започне у априлу 2016. године, са датумом издања 6. октобра 2017. године. Извештено је да је Џулијана Мур преговарала да глуми новог негативца, а Хали Бери би се могла потписати као шефица CIA-а. Дана 18. марта 2016. године, Едвард Холцрофт је такође потврђен да ће поновити своју улогу Чарлса „Чарлија” Хескета.
Вон је касније открио да ће наслов наствка бити Kingsman: Златни круг. Радња прати Егсија и Мерлина који су удружили снаге са „Statesman”-ом, њиховим америчким колегама након што је Kingsman-а уништио зликовац филма Попи, коју је глумила Мур. Дана 7. априла 2016. године, Еџертон је открио први постер за филм, који је снажно наговестио да ће се Ферт вратити у филм; на плакату се налазе наочаре заштитног знака Харија Харта са једним од сочива који недостају испод слога (позајмљени цитат од Марка Твена) у којем се наводи да су „извештаји о мојој смрти увелико претеривани”. Софи Куксон ће такође поновити своју улогу Рокси Мортон у наставку. Следећег дана, Deadline је известио да је Педро Пасцал преговарао о улози Џека Данијелса. Дана 12. априла 2016. године, Елтон Џон је разговарао о томе да се придружи глумачкој екипи предстојећег наставка. Џон не би глумио лика, већ би имао улогу самог себе. Следећег дана, Ченинг Тејтум је на свом Twitter налогу објавио да се придружује глумачкој екипи, преузимајући улогу агента Текиле.